# Образовательные учреждения Кирово-Чепецка
Система образовательных учреждений Кирово-Чепецка включает в себя все уровни и виды предоставления образовательных услуг.
Её основу составляют муниципальные учреждения, включая:
- 15 общеобразовательных учреждений (в их числе — две гимназии, 2 лицея, образовательный центр, 9 общеобразовательных школ и межшкольный учебный комбинат);
- 8 учреждений дополнительного образования (кроме них, имеются две частных организации);
- 23 учреждения дошкольного образования.

Профессиональное образование представлено в городе тремя учреждениями среднего и одним — начального профессионального образования.

## История образования до 1920 года
Первая начальная школа — приходское училище — было открыто в селе Усть-Чепецком 20 марта [1 апреля] 1838 года при Богородицкой церкви по призыву Вятской духовной консистории. Годом позже в нём учился 41 мальчик (оно стало самым многолюдным в губернии), у истоков школьного обучения стояли дьячки Матвей Иванович Усольцев и Михаил Петрович Михеев . При учреждении Министерства государственных имуществ (МГИ) к числу его полномочий была отнесена организация в среде государственных крестьян (составляющих основное население Вятского уезда) приходских училищ. Вятская палата государственных имуществ (губернское учреждение МГИ) приступила к их созданию в 1843 году на базе существующих при церквях заведений. С 2 [14] апреля 1843 года Усть-Чепецкое училище, к тому времени размещённое в каменном церковном доме собраний, было переведено в ведение МГИ и причислено к числу штатных, с частичным его финансированием за счёт общественного сбора с крестьян (более чем 10-кратно превышавшего средства, выделяемые МГИ). Занятия проходили без деления на классы, при этом в 1851 году в училище было записано 72 мальчика в возрасте от 7 до 14 лет.
После отмены крепостного права (1861 год) отпала необходимость «ведомственной» (по категориям населения) организации образования, что привело к передаче школ под надзор профильного Министерства народного просвещения и приданию им единого статуса начальных народных училищ, а при проведении земской реформы 1864 года в неё была заложена передача сельских школ в хозяйственное ведение земств. В Вятском уезде передача училищ на содержание уездного земства состоялась в начале 1868 года. 18 февраля [1 марта] 1868 года земством в Усть-Чепецком было открыто также женское начальное земское училище, которое, в отличие от мужского (имевшего к этому времени в распоряжении одноэтажный деревянный дом из 3 комнат), либо занимало одну из классных комнат мужского училища, либо перемещалось в снимаемые земством комнаты одного из крестьянских домов. Возраст учениц был ниже: от 6 до 12 лет. Отличались и изучаемые предметы: мальчикам преподавали чтение по книгам гражданской печати и чистописание, арифметику в простейшем изложении, Закон Божий и церковнославянский язык, церковное пение; девочкам, кроме этого — рукоделие, и именно в нём успехи учениц были наилучшими. Они учились шить и вязать, плели кружева и вышивали по канве, ткали пояса и пряли на самопрялке; материалы для работ закупались земской управой. В 1887—1890 годах училища были объединены в одно смешанное; в нём в 1888/1889 учебном году числилось 102 мальчика и 49 девочек; позже отдельное женское училище было возобновлено ввиду предоставления ему здания владельцем спичечной фабрики А. Я. Бровцыным. После сдачи выпускных экзаменов учащимся выдавалось свидетельство об успешном окончании курса учения, предоставлявшее мужчинам льготу в виде сокращения на 2 года воинской повинности. Многие выпускники земского училища продолжали учёбу в образовательных заведениях Вятки (Александровское реальное училище, Мариинская женская гимназия, Вятское городское 4-х классное училище), а некоторые получали и высшее образование: так, Андрею Ильичу Злобину из д. Утробино земство помогло пройти обучение в петербургском Технологическом институте императора Николая I.
1 [13] октября 1885 года в селе была открыта церковно-приходская школа, подведомственная Святейшему правительствующему синоду, целью которой являлось «утверждение в народе православного учения веры и нравственного христианской и сообщение первоначальных полезных сведений». Поначалу помещавшаяся в одной из комнат дома приходского священника Михаила Васильевича Сивкова и содержащаяся за его счёт, через год она получила выстроенное 1-этажное деревянное здание, а в 1904 году переехала в построенное 2-этажное полукаменное здание, в котором после закрытия школы в декабре 1917 года разместилось эвакуированное из Прибалтики Балтийско-Портское Высшее начальное училище, преобразованное в 1918 году в единую трудовую школу 2-й ступени. В нём же с начала 1990-х годов располагается возрождённая воскресная школа. В начале 1918/1919 учебного года мужское и женское земские училища были вновь объединены, а уже в октябре — образовали единую трудовую школу 1-й ступени.
27 января [8 февраля] 1898 года на спичечной фабрике Андрея Яковлевича Бровцына была открыта вечерняя школа для рабочих (по программе начальной школы). В 1898/1899 учебном году её посещали 67 человек, в 1900/1901 — 58, в 1901/1902 — 40; их возраст колебался от 15 до 25 лет. Учебный год определялся строем фабричной жизни и был значительно короче (около 110 дней против 150—160 в земских училищах). Однако осенью 1905 года она прекратила свою работу, поскольку численность учеников снизилась до 12, и содержать школу стало обременительно.
В 1911 году в вошедшей позже в черту города деревне Утробинской открылось Северюхинское земское начальное народное училище, для которого 2 года спустя было построено полукаменное здание (на этот год обучалось 17 мальчиков и 26 девочек). До конца 1970-х годов в здании располагалась сначала средняя, затем начальная школа, а в годы Великой Отечественной войны — интернат № 97 для эвакуированных из Ленинграда детей. В сентябре 1914 года в ещё одной деревне, позже вошедшей в черту города — Злобино — открылось земское начальное народное женское училище. Злобинская школа просуществовала до начала 1970-х годов.
После февральской революции были упразднены училищные советы, встал вопрос о создании новых органов управления образованием. Отдел народного образования при управе, согласно Постановлению наркомата просвещения от 11 [24] декабря 1917 года, занимался принятием в своё ведение церковно-приходских школ; заведующий отделом вошёл в начавший работать 15 [28] января 1918 года при Вятской уездной управе комитет по народному образованию. С 1 [14] января 1918 года в школах были упразднены должности законоучителей, однако преподавание Закона Божия в большинстве школ продолжалось до конца учебного года. В октябре 1918 года сотрудники отдела рассылали по школам циркуляры о запрещении преподавания этого предмета в новом учебном году. На 1 губернском съезде деятелей по народному просвещению в декабре 1918 года докладчиками отмечался саботаж со стороны родителей посещения детьми школ без преподавания Закона Божия. В Вятском уезде, в случае уклонения детей, волостным отделам народного просвещения было рекомендовано «принимать строгие меры в отношении родителей учащихся… вплоть до наложения штрафов».
«Положение о единой трудовой школе РСФСР», утверждённое ВЦИК 30 сентября 1918 года, определило организацию советской школы: вводилось обязательное 9-летнее обучение, разделявшееся на 2 ступени, упразднялось разделение на все виды низших и средних школ, объявлялось недопустимым преподавание вероучения и использование предметов культа, основой школьной жизни провозглашался производительный труд, политехнический характер обучения, самоуправление. Состоявшееся 16 октября 1918 года заседание Вятского уездного отдела народного образования отнесло к политическому образованию «изучение Конституции РСФСР, государственного строя, развитие у учащихся духа общественности путём организации школьного управления; к эстетическому развитию учащихся — преподавание музыки, пение, художественное чтение, устройство вечеров и спектаклей». Население в целом отрицательно отнеслось к тому, чтобы «дети сильно помогали по хозяйству» (чем раньше ведала прислуга: мытьё полов, колка дров, топка печей, готовка пищи), при этом не вызывало возражений «введение трудовых процессов в виде ремёсел» (применяясь к местным условиям, это было «плетение корзин, выделывание изделий из бересты, корешка, соломы», рукоделие. Школьными работниками отмечалось, что получая часть заработной платы продуктами, взимаемыми с населения в порядке самообложения, им приходится «переносить на своих плечах немало ругани и насмешек от плательщиков».

## Развитие образования после 1920 года
В июле 1936 года в посёлке на строительстве Кирово-Чепецкой ТЭЦ открылись первые детские ясли, в октябре — детский сад, посещаемый 30 детьми. 27 ноября 1939 года в посёлке открылась школа, которая позволила избежать детям необходимости посещения школы в находящемся в нескольких километрах селе Усть-Чепца.
5 декабря 1940 года на строительстве промузла была открыта школа ФЗО. В 1948 году школа была переведена на производственную базу завода 752, в 1954 году — преобразована в техническое училище № 2, в 1963 году — в городское профессионально-техническое училище № 6. В 1971 году для ГПТУ № 6 был построен новый учебный комплекс.
В 1951 году в посёлке была открыта школа № 2, в 1954 году — школа № 3.
В январе 1953 года в посёлке было открыто первое учреждение дополнительного образования детей — музыкальная школа, которую на десятилетия возглавил Георгий Иванович Бабко. В 1968 году для школы построили новое здание на 350 учащихся с концертным залом на 600 мест. С 1981 года в связи с появлением новых отделений школа была реорганизована в детскую школу искусств.
16 декабря 1957 года в городе открылась средняя школа № 4, директором которой стала Ефросиния Петровна Макаренко. 31 декабря того же года — детская спортивная школа, учебно-тренировочные занятия которой проводились на базе школы № 4. В начале 1958 года в школе занимались 170 учащихся, объединённые в 12 групп. В 1970 году ДЮСШ переехала в собственное здание с легкоатлетическим манежем и спортивным залом.
1 января 1960 года начал работать Кирово-Чепецкий дом пионеров и школьников. С 1992 года это — Центр детского творчества «Радуга», с 2007 года в его состав включены детские клубы по месту жительства.
В 1963 году в новом районе города, получившем название Черёмушки, открылась средняя школа № 8, первым директором которой стала Галина Васильевна Мясникова. В 1965 году в Черёмушки в новое здание переехала средняя школа № 2.
В 1965 году в Кирово-Чепецке был открыт учебно-консультационный пункт Кировского политехнического института, в 1984 году преобразованный в вечерний факультет института, задачей которого стала подготовка специалистов по специальностям: «Промышленное и гражданское строительство», «Технология электрохимических производств», «Технология машиностроения», «Электропривод и автоматизация промышленных установок». В 1994 году институт был реорганизован в Вятский государственный технический университет, а в 2001 году — в классический Вятский государственный университет. Его вечерний факультет в 1999 году был преобразован в Кирово-Чепецкий филиал ВятГУ, в котором основными направлениями обучения являлись «Химическая технология» и «Электроэнергетика и электротехника». Филиал был закрыт приказом Минобрнауки 1 апреля 2015 года. За прошедшие годы в стенах филиала получило образование более трёх тысяч специалистов.
В 1967 году — открылась средняя школа № 9, в 1990 году преобразованная в школу-гимназию, с 1993 года — в гимназию, с 2001 года — гимназия № 1. В 1969 году на торцевой стене здания школы художником Георгием Георгиевичем Никифоровым в технике сграффито было создано панно с фигурой учителя в центре композиции.
1 августа 1968 года в городе открыта первая в Кировской области детская художественная школа. Её первым директором стал Леонид Тимофеевич Брылин, возглавлявший школу до 2009 года. В 1987 году для школы по индивидуальному проекту построено новое здание с большим выставочным залом.
В 1971 году состоялось открытие средней школы № 5, её первым директором стал Василий Фёдорович Юркин.
В 1977 году в новое здание в микрорайоне № 7 переехала средняя школа № 3, ставшая первой в новых районах массовой застройки. Год спустя в её старом здании на улице Калинина разместился межшкольный учебно-производственный комбинат. Новая школа в 2003 году получила статус Лицея.
10 марта 1978 года был подписан приказ Кировского областного управления профтехобразования об открытии в городе вечернего профессионально-технического училища № 45. Через год ПТУ было преобразовано в техническое училище № 14, в 1994 году получило статус профессионального лицея, а с 2003 года стало Вятским автомобильно-промышленным колледжем, в состав которого в 2012 году вошли. Профессиональное училище № 6 города Кирово-Чепецка и Кирово-Чепецкий электромашиностроительный техникум (был открыт в 1980 году Минавиапромом СССР), а годом позже — и Профессиональное училище № 16 города Белой Холуницы.
В 1981 году, с преобразованием руководимой им с 1953 года детской музыкальной школы в школу искусств, Георгий Иванович Бабко на 25 лет возглавил вновь созданную детскую музыкальную школу. Ныне её директором является Владимир Валерьевич Прокашев.
В 1982 году в микрорайоне № 7 начала работу ещё одна школа — № 6, её первым директором стала Анна Егоровна Решетнёва. В 1985 году в соседнем микрорайоне № 8 была открыта школа № 10, которую возглавил Анатолий Геннадьевич Метелёв, разгрузившая школы № 3 и 6.
В 1990 году открылась школа № 11 в микрорайоне Боёво, её первым директором стала Валентина Викентьевна Жуйкова. С 2001 года школа получила гимназический статус (гимназия № 2).
Последней по времени создания общеобразовательной школой стала школа № 12, открытая в 1992 году в крупнейшем жилом микрорайоне № 9. Её директором стал Сергей Анатольевич Свинаренко. В июле 2014 года школа была преобразована в «Многопрофильный лицей города Кирово-Чепецка Кировской области».
В феврале 1993 года в систему народного образования были переданы детская школа искусств, музыкальная и художественная школы.
В 1997 году в городе был открыт учебно-консультационный пункт Вятского государственного педагогического университета, в 1999 году преобразованный в филиал университета, получившего в 2002 году наименование Вятский государственный гуманитарный университет.
4 июля 2013 года Детская художественная школа получила имя Леонида Тимофеевича Брылина, её первого директора.
С 1 января 2015 года в городе создан Центр образования имени Алексея Некрасова, объединивший одноимённую школу и школу № 2 (где будут обучаться дети младшего звена, с 1 по 5 класс).
В процессе реорганизации в 2016 году Вятского государственного университета с присоединением к нему Вятского государственного гуманитарного университета и создания опорного ВУЗа их структурные подразделения в Кирово-Чепецке были ликвидированы. С этого момента учреждения высшего профессионального подразделения в городе отсутствуют.

## Профессиональное образование

### Вятский автомобильно-промышленный колледж
Кировское областное государственное бюджетное учреждение среднего профессионального образования «Вятский автомобильно-промышленный колледж»
Адрес: город Кирово-Чепецк, улица Фестивальная, дом 14 корп.2
Адрес Белохолуницкого филиала: город Белая Холуница, улица Победы, дом 6
Сайт: ВАПК
Структура колледжа:
 — Отделение подготовки специалистов среднего звена;
 — Отделение подготовки квалифицированных рабочих;
 — Заочное отделение;
 — Белохолуницкий филиал.
Обучение по программам подготовки квалифицированных рабочих:
| - сварщик (электросварочные и газосварочные работы) - повар, кондитер - автомеханик | - мастер отделочных строительных работ - оператор швейного оборудования - мастер столярно-плотничных и паркетных работ |

Обучение по программам подготовки специалистов среднего звена:
| - техническое обслуживание и ремонт автомобильного транспорта - компьютерные сети - товароведение и экспертиза качества потребительских товаров - техническая эксплуатация и обслуживание электрического оборудования | - химическая технология неорганических веществ - технология машиностроения - строительство и эксплуатация зданий и сооружений - экономика и бухгалтерский учёт (по отраслям) |

История колледжа:
1978 год — открытие вечернего профессионально-технического училища № 45;
1979 год — преобразование в Техническое училище № 14;
1984 год — реорганизация в «Среднее профессионально-техническое училище № 14» с целью подготовки рабочих на базе девяти классов;
1993 год — преобразование в «Высшее профессионально-техническое училище № 14» с целью подготовки рабочих на базе девяти классов;
1994 год — преобразование в профессиональный лицей № 14, что давало право на подготовку специалистов со средним специальным образованием. Выпускники стали получать наряду с рабочими профессиями высокого разряда (3-й, 4-й, 5-й) — специальности техника-технолога, техника-электромеханика, техника-строителя, что давало им возможность работать на производстве мастерами, инженерами смен, руководителями малых структурных производств;
2003 год — преобразование в государственное образовательное учреждение «Вятский автомобильно-промышленный колледж».
2006 год — колледж успешно прошел государственную аттестацию, аккредитацию, лицензирование.
2012 год — передан в ведение департамента образования Кировской области и переименован в Кировское областное государственное бюджетное учреждение среднего профессионального образования «Вятский автомобильно-промышленный колледж» (КОГОБУ СПО «ВАПК»).
С 24 июля 2012 года к колледжу присоединены КОГОБУ НПО Профессиональное училище № 6 города Кирово-Чепецка и КОГОАУ СПО «Кирово-Чепецкий электромашиностроительный техникум».
В 2013 году к колледжу присоединено КОГОАУ НПО Профессиональное училище № 16 города Белой Холуницы и создан Белохолуницкий филиал колледжа.

#### бывшее Профессиональное училище № 6
История училища:
1940 год — открытие на базе строительства ТЭЦ-3 в рабочем посёлке Кирово-Чепецкий Фабрично-заводской школы № 12;
 — переименование в Государственное техническое училище № 2;
1963 год — преобразование в городское профессионально-техническое училище № 6;
2003 год — преобразование в государственное образовательное учреждение «Профессиональное училище № 6».
2012 год — присоединено к КОГОБУ СПО «ВАПК»

#### бывший Электромашиностроительный техникум
История техникума:
1980 год — открытие техникума для нужд подготовки кадров для электромашиностроительного завода Министерства авиационной промышленности СССР.
2012 год — присоединено к КОГОБУ СПО «ВАПК»

### Учебный центр управления СЗН
Кировское областное государственное автономное образовательное учреждение дополнительного профессионального образования «Кирово-Чепецкий учебный центр управления государственной службы занятости населения Кировской области»
Адрес: город Кирово-Чепецк, улица Школьная, дом 4
Особенностями работы центра являются короткие сроки обучения (до 6 месяцев), комплектование групп для обучения в течение всего календарного года, прохождение учащимися производственной практики на предприятиях города.
Дополнительно центр проводит подготовку по технологии поиска работы, оказывает помощь в адаптации на новом рабочем месте, организует консультации психолога по вопросам, связанным с ситуациями потери рабочего места и конфликтами в трудовом коллективе, помогает в составлении профессионального резюме и разработке программ развития бизнес-проектов, содействует организации предпринимательской деятельности граждан.
История центра:
2000 год — начало работы учебного центра.
Достижения:
Учебный центр является официальным координатором и исполнителем муниципальной целевой программы "Поддержка и развитие малого и среднего предпринимательства в муниципальном образовании «Город Кирово-Чепецк», в ходе реализации которой оказываются помощь в разработке бизнес-планов и подготовке учредительных документов и регистрации предприятий, а также в предоставлении денежных средств на организацию самозанятости.

### Техникум народного хозяйства
Негосударственный образовательный фонд среднего профессионального образования «Техникум народного хозяйства»
Адрес: город Кирово-Чепецк, улица Первомайская, дом 13
эл.почта: kirov-nko@rambler.ru
сайты:http://xn--43-bmctq.xn--p1ai/
http://delovoy-kirov.ru/id13167/
Обучение на базе 9 и 11 классов. Форма обучения: очно-заочная.
Обучение по специальностям:
| - экономика и бухгалтерский учет (бухгалтер) - банковское дело (специалист банковского дела) - финансы (финансист) | - парикмахерское искусство (технолог) - прикладная эстетика (технолог-эстетист) - стилистика и искусство визажа (визажист-стилист) |

История техникума:
1999 год — учреждение Техникума народного хозяйства.
2000 год — признаётся победителем Всероссийского конкурса по поддержке молодой семьи.
9 марта 2001 года проведено первое шоу причесок, выполненных студентами техникума, ставшее ежегодным.
2002 год — техникум признан победителем Всероссийского конкурса в рамках федеральной программы «Молодёжь России».
2003 год — получено свидетельство о государственной аккредитации.
2004 год — реализован проект «Центр экстремальных видов спорта (Еxtreme-centre)», признанный победителем Ярмарки социальных проектов ПФО.
4 июня 2005 года прошёл первый показ коллекции одежды, выполненной студентами техникума.
2006 год — решением Общественной Палаты РФ техникум признан победителем федерального конкурса среди некоммерческих и общественных организаций России.

### Колледж экономики и права
Негосударственное образовательное учреждение среднего профессионального образования «Кирово-Чепецкий колледж экономики и права»
Сайт: КЭиП
Адрес: город Кирово-Чепецк, проезд Лермонтова, дом 6
Обучение по специальностям:
| - Правоведение - Менеджмент - Программное обеспечение ВТ и АС - Экономика и бухгалтерский учёт (по отраслям) | - Документационное обеспечение управления и архивоведение - Государственное и муниципальное управление - Реклама |

История колледжа:
1997 год — создание колледжа экономики и права;
2010 год — государственная аккредитация.

## Общеобразовательные учреждения

### Гимназия № 1

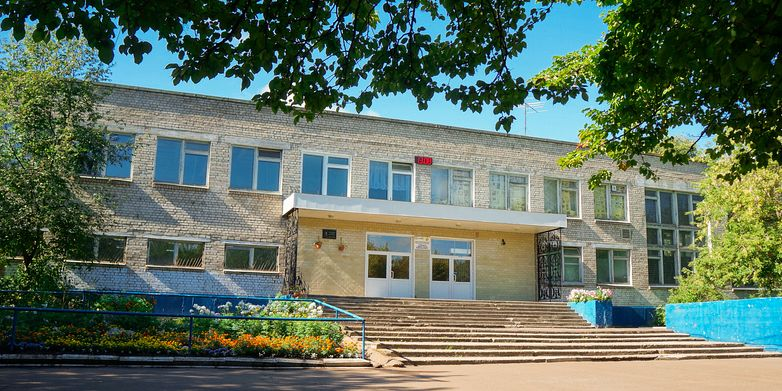
Гимназия № 1

Кировское областное государственное общеобразовательное автономное учреждение «Гимназия № 1 г. Кирово-Чепецка»
Адрес: город Кирово-Чепецк, проспект Мира, дом 52
Сайт: : КОГОАУ «Гимназия № 1»
Особенности гимназии:
 — углублённое изучение иностранных языков (английский, немецкий, французский);
 — федеральная экспериментальная площадка по теме «Информационные технологии как средство повышения качества развивающего образования в общеобразовательных учреждениях»:
 — базовая школа Департамента образования Кировской области по переходу на федеральный компонент государственного образовательного стандарта начального, общего, основного общего и среднего (полного) общего образования и по апробации информационных технологий в учебном процессе.
История гимназии:
1967 год — открыта средняя общеобразовательная школа № 9;
1990 год — получила статус «школы-гимназии»;
1993 год — переименована в «Кирово-Чепецкую гимназию»;
2001 год — переименована в муниципальное общеобразовательное учреждение «Гимназия № 1 города Кирово-Чепецка Кировской области»;
2010 год — перешла в собственность Кировской области и стала государственным общеобразовательным учреждением.
Достижения:
2005 год — победа на Всероссийском конкурсе «Лучшие школы России — 2005», с вручением главного приза конкурса — «Серебряного колокольчика»;
2007 год — победа на Всероссийском конкурсе среди общеобразовательных учреждений, внедряющих инновационные программы приоритетного национального проекта «Образование».
Память:
 — на здании гимназии установлена мемориальная доска с надписью: «Здесь учился с 1976 по 1980 годы Злобин Сергей Николаевич. Погиб в Дагестане при исполнении воинского долга в 1995 году. Вечная память воину».
Оформление:
 — в 1969 году на торцевой стене здания школы в технике сграффито выполнено панно с фигурой учителя в центре (автор — художник Георгий Георгиевич Никифоров).

### Гимназия № 2
Муниципальное бюджетное общеобразовательное учреждение Гимназия № 2 города Кирово-Чепецка Кировской области
Адрес: город Кирово-Чепецк, проспект Мира, дом 61/3
Сайт: МБОУ «Гимназия № 2»
Особенности гимназии:
 — углублённое изучение русского языка, истории, английского языка, литературы;
 — филиал федерального научно-методического центра им. Л. В. Занкова
История гимназии:
1990 год — открыта средняя общеобразовательная школа № 11;
2001 год — переименована в муниципальное общеобразовательное учреждение «Гимназия № 2 города Кирово-Чепецка»;
2006 год — стала гимназией полного дня.
Достижения:
2001 год — лауреат Всероссийского конкурса «Школа года России».
Память:
 — на здании гимназии установлена мемориальная доска с надписью: «Здесь учился с 1990 по 1995 г. г. Степанов Сергей Михайлович. Погиб, выполняя воинский долг в Чеченской Республике. Награждён Указом Президента России орденом Мужества (посмертно)».

### Лицей

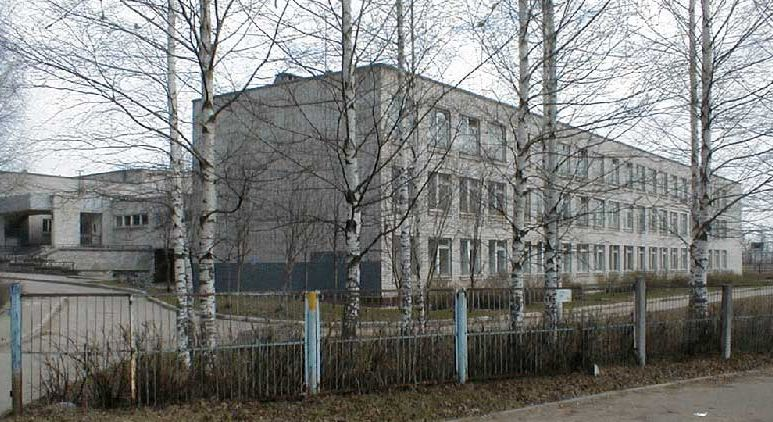
Лицей

Муниципальное бюджетное общеобразовательное учреждение «Лицей города Кирово-Чепецка Кировской области»
Адрес: город Кирово-Чепецк, улица Алексея Некрасова, дом 21
Сайт: МБОУ «Лицей»
Особенности лицея:
 — углублённое изучение физики и математики;
 — базовое учреждение Департамента образования Кировской области по апробации электронно-учебных комплектов.
История лицея:
1977 год — открыта средняя общеобразовательная школа № 3;
2003 год — переименована в муниципальное общеобразовательное учреждение «Лицей города Кирово-Чепецка Кировской области».
Память:
 — на здании лицея установлена мемориальная доска с надписью: «Здесь учился с 1982 по 1993 гг. Баев Олег Владимирович, награждённый Указом Президента России орденом Мужества (посмертно)»;
 — на здании лицея установлена мемориальная доска с надписью: «Здесь учился с 1989 по 1994 гг. Янчев Сергей Петрович, награждённый Указом Президента России орденом Мужества (посмертно)».

### Многопрофильный лицей

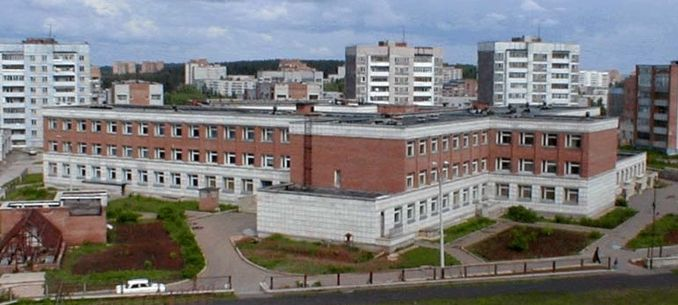
Многопрофильный лицей

Муниципальное бюджетное общеобразовательное учреждение Многопрофильный лицей города Кирово-Чепецка Кировской области
Адрес: город Кирово-Чепецк, улица Комиссара Утробина, дом 5
Особенности школы:
 — углублённое изучение иностранного языка, истории, физики, химии, ИЗО;
 — обучение по триместрам;
 — имеется центр по профилактике правонарушений и девиантного поведения.
История школы:
1992 год — открыта средняя общеобразовательная школа № 12;
2003 год — получен статус школы с углублённым изучением отдельных предметов;
2014 год — получен статус многопрофильного лицея.

### Центр образования имени А. Некрасова

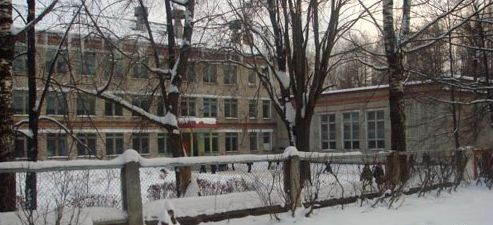
Центр образования им. Алексея Некрасова (старшее звено)

Муниципальное казённое общеобразовательное учреждение «Центр образования имени Алексея Некрасова» города Кирово-Чепецка Кировской области
Адрес: город Кирово-Чепецк, проезд Лермонтова, дом 1
Адрес начального звена: город Кирово-Чепецк, улица Терещенко, дом 13
Сайт: МКОУ «Центр образования имени А. Некрасова»
Особенности центра:
 — углублённое изучение химии и физической культуры;
 — наличие кадетских классов с изучением основ военной службы;
 — отдельное расположение места обучения детей младшего звена (с 1 по 5 класс).
История школы:
1963 год — открыта средняя общеобразовательная школа № 8;
2000 год — названа в честь выпускника — Алексея Некрасова, героически погибшего в бою у высоты 776 в составе десантников 6-й роты Псковской воздушно-десантной дивизии;
2001 год — получен статус школы с углублённым изучением отдельных предметов;
2015 год — реорганизована в Центр образования имени Алексея Некрасова с включением в него школы № 2 (где будут обучаться дети младшего звена, с 1 по 5 класс).
Память:
 — на здании школы установлена мемориальная доска с надписью: «Здесь учился с 1991 по 1996 г. г. Некрасов Алексей Анатольевич — воин-десантник, награждённый Указом Президента России орденом Мужества (посмертно)».

#### бывшая Школа № 2

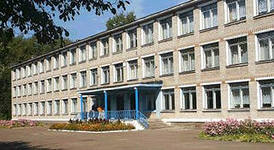
Центр образования им. Алексея Некрасова (младшее звено)

История школы:
1951 год — в рабочем посёлке Кирово-Чепецком открыта восьмилетняя общеобразовательная школа № 2;
1965 год — школа преобразована в среднюю общеобразовательную школу, с получением нового здания;
2015 год — школа включена в состав Центра образования имени Алексея Некрасова.
Достижения:
Школьный музей Боевой славы, лауреат Всероссийского смотра военно-исторических музеев образовательных учреждений, посвящённого 55-летию Победы в Великой Отечественной войне (2000 г.)
Память:
 — на здании школы установлена мемориальная доска с надписью: «Здесь учился с 1987 по 1995 годы Солдатов Игорь Александрович. Погиб в зоне Грузино-Абхазского конфликта при исполнении воинского долга в 1999 году. Вечная память воину».

### Школа № 4

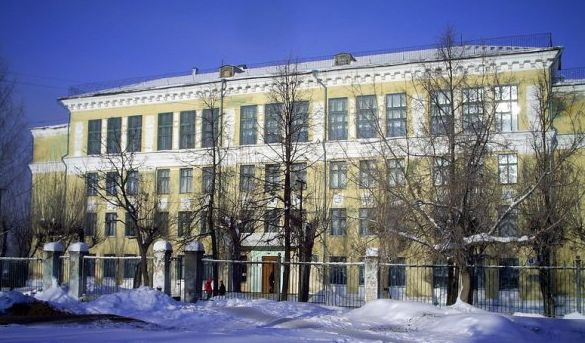
Школа № 4

Муниципальное казённое общеобразовательное учреждение Средняя общеобразовательная школа с углублённым изучением отдельных предметов № 4 города Кирово-Чепецка Кировской области
Адрес: город Кирово-Чепецк, проспект Кирова, дом 1
Сайт: МКОУ Школа № 4
Особенности школы:
 — спортивная направленность в сотрудничестве со спортивным клубом «Олимпия» и Специализированной детско-юношеской спортивной школой Олимпийского резерва;
 — наличие общественной организации «Юный друг закона» в сотрудничестве с Кировским юридическим колледжем Российской секции Международной полицейской ассоциации.
История школы:
1957 год — открыта средняя общеобразовательная школа № 4.
Память:
 — на здании школы установлена мемориальная доска с надписью: «Здесь учился с 1957 по 1965 годы Мальцев Александр Николаевич, Заслуженный мастер спорта СССР, двукратный олимпийский чемпион по хоккею с шайбой, многократный чемпион мира и Европы, Почётный гражданин города Кирово-Чепецка»;
 — на здании школы установлена мемориальная доска с надписью: «Здесь учился Блинов Вячеслав Владимирович, награждён орденом Мужества посмертно».

### Школа № 5
Муниципальное казённое общеобразовательное учреждение Средняя общеобразовательная школа № 5 города Кирово-Чепецка Кировской области
Адрес: город Кирово-Чепецк, улица Вятская набережная, дом 5
Особенности школы:
 — наличие коррекционно-развивающих классов IV вида «Охрана зрения».
История школы:
1971 год — открыта средняя общеобразовательная школа № 5.
Достижения:
2000 год — II место в Международном европейском конкурсе «Красивая школа», проходившем в городе Сочи;
2008 год — получение лицензии по медицинской деятельности по направлениям: физиотерапия (доврачебная медицинская помощь), сестринское дело (доврачебная медицинская помощь — офтальмология), офтальмология (амбулаторно-поликлиническая медицинская помощь, в том числе при осуществлении медико-санитарной помощи).
Память:
 — на здании школы установлена мемориальная доска с надписью: «Здесь учился с 1980 по 1989 годы Иваненко Сергей Филиппович. Погиб в Чечне при исполнении воинского долга в 1995 году. Вечная память воину».

### Школа № 6

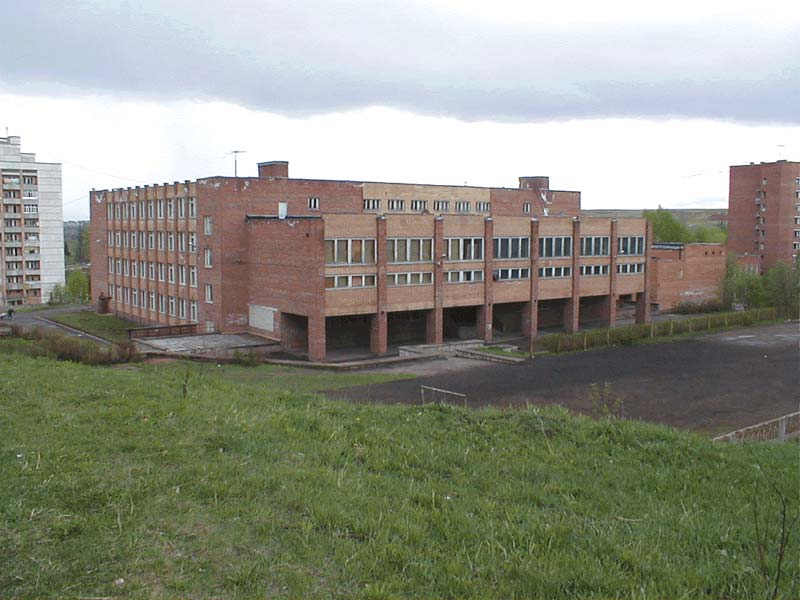
Школа № 6

Муниципальное казённое общеобразовательное учреждение Средняя общеобразовательная школа № 6 города Кирово-Чепецка Кировской области
Адрес: город Кирово-Чепецк, улица Сосновая, дом 24/2
Сайт: МКОУ Школа № 6
Особенности школы:
 — действует Общероссийская детская организация «Детские и молодёжные социальные инициативы»;
 — экспериментальная площадка (федеральный уровень) по апробации новой линии учебника по биологии «Навигатор» в 6 классе.
История школы:
1982 год — открыта средняя общеобразовательная школа № 6.
Память:
 — на здании школы установлена мемориальная доска с надписью: «Здесь учились: с 1990 по 1998 годы Прокошев Антон Сергеевич, погиб в 2003 г. в Чечне при исполнении воинского долга; с 1982 по 1986 годы Федотов Вячеслав Леонидович, погиб в 1990 г. в Азербайджане при исполнении воинского долга, награждён орденом Красной Звезды посмертно; с 1991 по 1998 годы Яковец Андрей Михайлович, погиб в 2002 г. в Чечне при исполнении воинского дела, награждён медалью „За отвагу“ посмертно. Вечная память воинам!»

### Школа № 7
Муниципальное казённое общеобразовательное учреждение Средняя общеобразовательная школа с углублённым изучением отдельных предметов № 7 города Кирово-Чепецка Кировской области
Адрес: город Кирово-Чепецк, проспект Кирова, дом 27
Сайт: МКОУ Школа № 7
Особенности школы:
 — углублённое изучение русского языка, английского языка, обществознания, физики.
История школы:
1961 год — открыта средняя общеобразовательная школа № 7;
2008 год — получен статус школы с углублённым изучением отдельных предметов.

### Школа № 10
Муниципальное казённое общеобразовательное учреждение Средняя общеобразовательная школа с углублённым изучением отдельных предметов № 10 города Кирово-Чепецка Кировской области
Адрес: город Кирово-Чепецк, улица Школьная, дом 4а
Сайт: МКОУ Школа № 10
Особенности школы:
 — углублённое изучение английского языка, экономики и права.
История школы:
1985 год — открыта средняя общеобразовательная школа № 10;
2001 год — получен статус школы с углублённым изучением отдельных предметов.

### Школа микрорайона Каринторф
Муниципальное казённое общеобразовательное учреждение Основная общеобразовательная школа микрорайона Каринторф города Кирово-Чепецка Кировской области
Адрес: город Кирово-Чепецк, микрорайон Каринторф, улица Лесная, дом 8а
История школы:
1934 год — открыта начальные классы в посёлке Каринторф;
1942 год — открыта школа в посёлке Каринторф;
2007 год — к школе присоединены дошкольные группы детского сада «Сказка».
Память:
 — на здании школы установлена мемориальная доска с надписью: «В этой школе учился кавалер ордена Красной Звезды Краев Александр Анатольевич, геройски погибший в Афганистане 18 ноября 1981 года».

### ШОВЗ
Кировское областное государственное общеобразовательное бюджетное учреждение «Школа для обучающихся с ограниченными возможностями здоровья г. Кирово-Чепецка»
Адрес: город Кирово-Чепецк, проспект Мира, дом 37
Сайт: Коррекционная школа
Особенности школы:
 — предоставляет образовательную услугу в организации общедоступного и бесплатного образования по основным общеобразовательным программам, разработанным исходя из особенностей психофизического развития и индивидуальных возможностей обучающихся 1 — 9 специальных (коррекционных) классов VIII вида;
 — обучаются дети, имеющие интеллектуальные и сопутствующие нарушения физического развития; с 1994 года открыты классы поддерживающего обучения для детей-инвалидов (с умеренной умственной отсталостью); приоритетными в содержании образования детей-инвалидов являются социальные и воспитательные цели обучения, выработка адаптивных навыков;
 — психолого-медико-педагогическое сопровождение обучающихся осуществляют 36 педагогов, из них 14 имеют специальное дефектологическое образование, 1 педагог-психолог, 2 учителя-логопеда, тренер по лечебной физкультуре, социальный педагог, 1 врач-педиатр, 2 врача психиатра, медицинская сестра.
История школы:
1991 год — открыта вспомогательная школа;
1993 год — преобразована в коррекционную школу;
1994 год — открытие классов поддерживающего обучения;
1998 год — переименована в специальную (коррекционную) общеобразовательную школу;
2006 год — переименована в муниципальное специальное (коррекционное) образовательное учреждение для обучающихся, воспитанников с отклонениями в развитии специальная (коррекционная) общеобразовательная школа VIII вида г. Кирово-Чепецка Кировской области.
2015 год — после передачи в областную собственность переименована в Кировское областное государственное общеобразовательное бюджетное учреждение «Школа для обучающихся с ограниченными возможностями здоровья г. Кирово-Чепецка».
Достижения:
2002 год — лауреат Всероссийского конкурса «Школа года».

### Вечерняя школа
Муниципальное казённое вечернее (сменное) общеобразовательное учреждение Вечерняя (сменная) общеобразовательная школа города Кирово-Чепецка Кировской области
Адрес: город Кирово-Чепецк, проезд Лермонтова, дом 3а
Сайт: Вечерняя школа
Особенности школы:
 — имеет двухступенчатую организационную структуру, включающую: 2 ступень (5—9 классы) — основное общее образование; 3 ступень (10—12 классы) — среднее (полное) общее образование;
 — имеет право зачислять учащихся с 15-летнего возраста, на основании их заявлений, независимо от уровня обученности и места проживания;
 — помимо очной имеются заочная и индивидуальная формы обучения, экстернат и классы компенсирующего обучения;
 — выпускается собственная газета «Вечёрка» (с 2002 года).
История школы:
1945 год — организована школа рабочей молодёжи при Кирово-Чепецкой средней школе;
1972 год — к Школе рабочей молодёжи № 1 присоединена Школа рабочей молодёжи № 2;
1977 год — переименована в Вечернюю (сменную) школу № 1;
1992 год — получен статус общеобразовательной школы;
1996 год — переименована в муниципальное образовательное учреждение «Вечерняя (сменная) общеобразовательная школа»
2007 год — переименована в муниципальное вечернее (сменное) общеобразовательное учреждение «Вечерняя (сменная) общеобразовательная школа города Кирово-Чепецка Кировской области»
Достижения:
2003 год — стала базовой школой Департамента образования Кировской области по проблемам вечерних школ.

### Вечерняя школа при ИК
Муниципальное казённое вечернее (сменное) общеобразовательное учреждение «Вечерняя (сменная) общеобразовательная школа при Федеральном бюджетном учреждении „Исправительная колония № 5 Управления Федеральной службы исполнения наказания по Кировской области“ города Кирово-Чепецка Кировской области»
Адрес: город Кирово-Чепецк, улица Овражная, дом 16
Особенности школы:
 — обучает осуждённых к лишению свободы граждан мужского пола с 18 до 30 лет по общеобразовательным программам;
 — находится в исправительной колонии общего режима № 5, а также имеет два учебно-консультативных пункта: в исправительной колонии строгого режима № 11 и лечебно-исправительной колонии № 12.
История школы:
1935 год — на базе приюта для беспризорных детей (детской колонии) открыта школа для обучения и воспитания малолетних преступников;
1959 год — преобразована в Школу рабочей молодёжи № 3;
1993 год — переименована в вечернюю (сменную) общеобразовательную школу при исправительно-трудовом учреждении г. Кирово-Чепецка;
1996 год — переименована в вечернюю (сменную) общеобразовательную школу при исправительной колонии г. Кирово-Чепецка
2003 год — переименована в муниципальное вечернее (сменное) общеобразовательное учреждение «Вечерняя (сменная) общеобразовательная школа города Кирово-Чепецка Кировской области»
2007 год — переименована в муниципальное общеобразовательное учреждение «Вечерняя (сменная) общеобразовательная школа при Федеральном государственном учреждении „Исправительная колония № 5 Управления Федеральной службы исполнения наказания по Кировской области“ города Кирово-Чепецка»
Достижения:
Ежегодно школа выпускает более 40 человек со средним (полным) общим образованием и более 50 человек с основным общим образованием.

## Дополнительное образование

### Многофункциональный ресурсный центр
Муниципальное казённое образовательное учреждение дополнительного образования «Многофункциональный ресурсный центр города Кирово-Чепецка Кировской области»
Адрес: город Кирово-Чепецк, улица Калинина, дом 32
Является правопреемником Муниципального казённого образовательного учреждения «Межшкольный учебный комбинат города Кирово-Чепецка Кировской области» после присоединения к нему Муниципального казённого учреждения «Методический кабинет города Кирово-Чепецка Кировской области» с 1 января 2016 года.
Особенности центра в образовательной сфере:
 — является Ресурсным центром оказания сетевых услуг для учащихся общеобразовательных школ города по направлениям: предпрофильная подготовка, общеобразовательная программа «технология»;
 — обучение по общеобразовательным программам: экономико-правовой, химико-технологической, информационной, кулинарной, психолого-педагогической, дизайну одежды;
 — профессиональная подготовка по специальностям: продавец, повар, портной, слесарь механо-сборочных работ;
 — наличие специальных профориентационных курсов;
 — наличие профильных кружков: «Край мой Вятский», «Основы правовых знаний», «Основы радиоэлектроники», «Флористический дизайн», «Кукла — история и современность», «Социально-психологические исследования», «Лабораторные работы по биологии и генетике», «Лабораторные работы по химии»;
 — организация летнего городского профильного лагеря по направлениям: экологическое, экономическое филологическое, лингвистическое, химическое.

#### бывший Межшкольный учебный комбинат
Межшкольный учебный комбинат города Кирово-Чепецка Кировской области
История комбината:
1978 год — открытие межшкольного учебного комбината для трудового обучения и профессиональной ориентации школьников;
2004 год — получение статуса «ресурсного центра» оказания сетевых образовательных услуг для обучающихся общеобразовательных школ города.
2016 год — реорганизован в Многофункциональный ресурсный центр.

### ЦДТ «Радуга»
Муниципальное казённое образовательное учреждение дополнительного образования детей «Центр детского творчества „Радуга“ города Кирово-Чепецка Кировской области»
Адрес: город Кирово-Чепецк, проспект Кирова, дом 8
Адреса детских клубов по месту жительства:
 — «Орлёнок», улица Молодёжная, дом 5/1;
 — «Романтик», улица Первомайская, дом 6;
 — «Чайка», улица Сосновая, дом 20;
 — «Юность», улица Ленина, дома 6/3 и 6/2.
Художественно-эстетическое направление деятельности:
| - театральный коллектив «Зазеркалье» - хореографический коллектив «Ритм» - коллектив эстрадно-классического танца «Данс» - кружок гитаристов «Бард» | - вокальный коллектив «Нежность» - объединения декоративно-прикладного творчества «Алёнка», «Золотая нить», «Рукоделие», «Фея», «Юный дизайнер» - школа восточных танцев - изостудия |

 Социально-педагогическое направление деятельности:
 — школы развития дошкольников «Ладушки» (ЦДТ «Радуга») и в д/к «Чайка», д/к «Орлёнок»
 Физкультурно-спортивное направление деятельности:
| - коллектив эстрадно-спортивного танца «Свежана» - секция спортивных игр | - секция гиревого спорта - авиамодельный кружок |

История центра:
1960 год — открытие Кирово-Чепецкого дома пионеров и школьников;
1992 год — преобразован в центр детского творчества, с получением статуса образовательного учреждения;
2007 год — включение в состав центра детских клубов по месту жительства.

### СЮТур
Муниципальное бюджетное образовательное учреждение дополнительного образования детей «Станция юных туристов города Кирово-Чепецка Кировской области»
Адрес: город Кирово-Чепецк, улица 60 лет Октября, дом 8а
Сайт: СЮТур
Особенности станции:
 — наличие скалодрома;
 — проведение категорийных походов и экспедиций в Карелию, на Приполярный Урал, на Кавказ и по Кировской области;
 — проведение в городе Всероссийских массовых соревнований «Лыжня России», «Российский Азимут», «Кросс нации»;
 — издание молодёжной газеты «Созвездие» и турлетописи станции: «Своя газета»;
 — празднование Дня рождения СЮТура 19 мая со сбором выпускников.
Туристско-краеведческое направление деятельности:
| - спортивный туризм, в том числе с основами скалолазания | - подготовка судей туристских соревнований | - подготовка инструкторов туризма |

Физкультурно-спортивное направление деятельности:
| - спортивная аэробика | - силовой фитнес | - спортивное скалолазание |

Художественно-эстетическое направление деятельности:
| - студия вокально-инструментальной музыки | - школа игры на шестиструнной гитаре |

Техническое направление деятельности:
| - «Web-дизайн» | - компьютерная вёрстка | - компьютерная графика |

История станции:
1989 год — открытие Кирово-Чепецкой станции юных туристов;
1992 год — получен статус учреждения дополнительного образования детей.
Достижения:
2006 год — лауреат II Всероссийского конкурса учреждений дополнительного образования детей в номинации «станция».

### Школа искусств им. Г. И. Бабко
Муниципальное казённое образовательное учреждение дополнительного образования детей «Детская школа искусств имени Г. И. Бабко города Кирово-Чепецка Кировской области»
Адрес: город Кирово-Чепецк, улица Азина, дом 1; город Кирово-Чепецк, улица Алексея Некрасова, дом 29; город Кирово-Чепецк, улица Комиссара Утробина, дом 5; город Кирово-Чепецк, микрорайон Каринторф, улица Лесная, дом 8а.
Особенности школы:
 — обучение на отделениях: фортепианное (фортепиано), народное (баян, аккордеон), народное струнное (домра, балалайка, гитара), оркестровое (духовые и ударные инструменты), вокально-хоровое (академическое пение, эстрадный и народный вокал), эстетическое, хореографическое и подготовительное;
 — наличие допрофессионального образования: профессиональной ориентации учащихся, подготовка учеников к поступлению в средние и высшие специальные учебные заведения;
 — расположение основного отделения в здании, построенном по индивидуальному проекту (на здании установлена памятная доска с надписью: «Музыкальное училище на 350 учащихся с концертным залом на 600 мест построено Кирово-Чепецким управлением строительства в 1966—1969 годах по проекту ГПИ Гипротеатр, г. Москва, на смотре-конкурсе в 1970 г. удостоено диплома III степени Госстроя РСФСР»);
Творческие коллективы:
| - образцовый детский хореографический коллектив шоу-балет «Гранд» - оркестр русских народных инструментов - хор «Колокольчик» - хор «Созвучие» | - танцкомпания «Коллаж» - камерный ансамбль учащихся и преподавателей - вокальные ансамбли учащихся и преподавателей - ансамбль «Экспромт» | - образцовый оркестр русских народных инструментов - оркестр баянистов - духовой оркестр - вокальный ансамбль преподавателей «Акварель» |

Достижения:
Коллективы школы — неоднократные победители областных, Всероссийских, Межрегиональных и Международных конкурсов.
История школы:
2017 год — объединение Детской школы искусств и Детской музыкальной школы им. Г. И. Бабко в Детскую школу искусств им. Г. И. Бабко.
Оформление:
В 1980 году здание школы украсило мозаичное панно (автор — Владимир Ильич Писарев).

#### бывшая Детская школа искусств
История школы:
1953 год — открытие детской музыкальной школы;
1981 год — в связи с открытием новых отделений реорганизована в детскую школу искусств;
1992 год — получен статус учреждения дополнительного образования детей.
2017 год — объединение с Детской музыкальной школы им. Г. И. Бабко в Детскую школу искусств им. Г. И. Бабко.

#### бывшая Детская музыкальная школа им. Г. И. Бабко
История школы:
1981 год — открытие музыкальной школы;
1992 год — получен статус учреждения дополнительного образования детей;
2015 год — школе присвоено имя её основателя Г. И. Бабко.
2017 год — объединение с Детской школой искусств в Детскую школу искусств им. Г. И. Бабко.

### Художественная школа им. Л. Т. Брылина
Муниципальное бюджетное образовательное учреждение дополнительного образования Детская художественная школа им. Л. Т. Брылина города Кирово-Чепецка
Адрес: город Кирово-Чепецк, улица Революции, дом 20
Особенности школы:
 — обучение по дисциплинам: рисунок, живопись, станковая композиция, история изобразительного искусства, дымковская игрушка, декоративная роспись, керамика, компьютерная графика и дизайн;
 — среди преподавателей — члены Союза художников России;
 — наличие большого выставочного зала.
История школы:
1968 год — открытие художественной школы;
1987 год — школа получила новое здание, построенное по индивидуальному проекту;
1992 год — получен статус учреждения дополнительного образования детей.
4 июля 2013 год — школа получила имя Леонида Тимофеевича Брылина, её первого директора.

### Лингвистический центр «ReloD»
Входящий в систему Russian and English Languages Open Doors лингвистический центр, внедривший обучение иностранным языкам по международным стандартам. Центр объединил вокруг своей основной деятельности — обучение иностранным языкам — широкий спектр образовательных программ и услуг: подготовку к ЕГЭ и ГИА, компьютерная арт-студия, школа телевидения, профподготовка по различным направлениям (менеджмент, управление, маркетинг).
Адрес: город Кирово-Чепецк, улица Ленина, дом 50 (Библиотека им. Лихачева)
История центра:
2013 год — открытие Кирово-Чепецкого филиала Лингвистического центра «ReloD»

### Английская школа имени Шамиля Федотова
Негосударственное учреждение дополнительного образования «Частная английская школа имени Шамиля Федотова»
Адрес: город Кирово-Чепецк, проезд Лермонтова, дом 14а
Особенности школы:
 — углублённое изучение английского языка (с детьми от 4 летнего возраста);
 — наличие родительской академии.
История школы:
1997 год — основание английской школы.
Достижения:
 — сдача выпускниками экзамена на получения сертификата о владении английским языком международного образца Кембриджского университета.

## Спортивное образование

### СШОР № 1
Муниципальное автономное учреждение спортивная школа олимпийского резерва № 1 города Кирово-Чепецка Кировской области (МАУ СШОР № 1 г. Кирово-Чепецка) является старейшим образовательным учреждением спортивной направленности в городе. В настоящее время на бюджетной основе в школе работают семь отделений: бокса, борьбы дзюдо, шахмат, лёгкой атлетики, лыжных гонок, биатлона и баскетбола, с общим числом зачисленных воспитанников 1256 человек.
Детско-юношеская спортивная школа была открыта 31 декабря 1957 года, включив 3 отделения (лыжных гонок, лёгкой атлетики и спортивных игр). Со временем число и направленность работавших отделений менялось: В 1969—1970 годах работало отделение прыжков в воду, в 1990—1992 годах — гиревого спорта. Отделение спортивных игр было в 1960 году преобразовано в отделение баскетбола (закрыто в 1965 году, работало с 1992 по 1996 годы и вновь с 2007 года), отделение биатлона впервые открылось в 1972 году, было закрыто в 2002 и восстановлено в 2013 году, после 2016 года лучшие биатлонисты и лыжники продолжают обучение в региональном центре зимних видов спорта «Перекоп». В городе они базируются на территории школы № 6, рядом с учебными трассами лыжного стадиона «Карпаты» (земельный участок для его устройства был передан в оперативное управление СШОР в 2016 году). В 1970 году для ДЮСШ было построено новое здание с легкоатлетическим манежем и спортивным залом, что позволило легкоатлетам тренироваться круглогодично. Шахматное отделение было создано в 1985 году, а через 2 года из спортивного клуба «Олимпия» в ДЮСШ № 1 был передан шахматно-шашечный клуб. Отделение бокса было открыто в школе в 1993 году, его становлению помогли ветераны, занимавшиеся этим видом в спортклубе «Олимпия» с 1960 года. Годом раньше появилось и отделение борьбы дзюдо. Сначала их тренировки проходили в спортзалах общеобразовательных школ и профессионального училища, сейчас проходят в специализированных залах, в том числе на новой спортивной базе на улице Юбилейной, дом 15/2, введённой в сентябре 2011 года и ставшей новым адресом школы, получившей с этим тренажёрные и фитнес-залы, лыжную базу, площадки для баскетбола, волейбола, футбола, лёгкой атлетики.

### СШОР «Олимпия»
Муниципальное автономное учреждение спортивная школа олимпийского резерва «Олимпия» города Кирово-Чепецка Кировской области (МАУ СШОР «Олимпия» г. Кирово-Чепецка) в современном виде была создана в при присоединении 10 января 2017 года к Муниципальному автономному образовательному учреждению дополнительного образования детей специализированная детско-юношеская спортивная школа олимпийского резерва города Кирово-Чепецка Кировской области (МАОУ ДОД СДЮСШОР) другого образовательного учреждения — Муниципального автономного образовательного учреждения дополнительного образования детей детско-юношеская спортивна школа «Олимпия» города Кирово-Чепецка Кировской области (МОУ ДОД ДЮСШ «Олимпия»). Первоначально оба учреждения были созданы при организованном при профсоюзном комитете химического завода ДСО «Химик»: в 1961 году в его составе появилась детско-юношеская спортивная школа, в 1981 году получившая статус специализированной детско-юношеской спортивной школы олимпийского резерва, а в 1968 году из неё было выделено отделение хоккея с шайбой (получившее название «Олимпия» в соответствии с названием базовой команды, ставшей в предыдущем сезоне чемпионом РСФСР), получившее статус образовательного учреждения в 1992 году. В 2002 году обе школы были переданы из спортивного клуба «Олимпия» (ДСО «Химик» получило этот статус в 1964 году) в ведение администрации города Кирово-Чепецка.
В настоящее время в школе работают 4 отделения: плавания (базирующееся во Дворце спорта с плавательным бассейном, по адресу ул. Островского, 2), греко-римской борьбы и художественной гимнастики (базирующееся в спорткомплексе «Янтарь», по адресу ул. Сосновая, 1а), конькобежного спорта и футбола (базирующееся в спортпавильоне «Отдых», ул. Спортивная, 8) и хоккея и фигурного катания на коньках (базирующееся в ледовом дворце «Олимп-Арена», ул. Заводская, 20).
Первоначально в ДЮСШ были открыты отделения волейбола, спортивной гимнастики и конькобежного спорта; уже в мае 1961 года было проведено первое личное первенство по художественной гимнастике с участием спортсменок Кирово-Чепецка и Кирова. В 1962 году был введён в строй Дворец спорта с плавательным бассейном, через год это позволило открыть отделение плавания, ещё через год — отделение прыжков в воду. В 1967 году вступил в строй первый в Кировской области спортивный гимнастический зал в спортпавильоне «Отдых», в 1968 год — открыты отделения хоккея и классической борьбы, введена в строй лыжная база, в том же году был присвоен статус школы олимпийского резерва. В 1970 году одна из хоккейных команд, созданных по месту жительства в районах города, стала чемпионом во Всесоюзных соревнованиях на призы клуба «Золотая шайба». В 1972 году были открыты отделения биатлона, тяжёлой атлетики, баскетбола. В 1976 год в городе начала работать система всеобщего обучения плаванию всех 1-х классов школ. В 1979 год было принято решение закрыть направление мужской (юношеской) гимнастики и специализироваться на женской.

### Школа бокса «Чемпион»
Спортивно-оздоровительный фонд «Кирово-Чепецкая детская школа бокса „Чемпион“ имени Сергея Викторовича Жилина»
Адрес: город Кирово-Чепецк, улица Сосновая, дом 3/3
Особенности школы:
 — подготовка по боксу;
 — наличие групп здоровья, фитнеса, бодибилдинга, лечебной физкультуры для ветеранов.
История школы:
1989 год — открытие спортивного клуба единоборств «Строитель»;
2006 год — основание спортивно-оздоровительного фонда «Чемпион».
Достижения:
 — подготовлены 3 мастера спорта, 7 кандидатов в мастера спорта.

## Дошкольное воспитание
Первый детский сад был открыт в 1942 году в рабочем посёлке при строительстве Кировской ТЭЦ-3. В 1956 году было построено первое типовое здание под детский сад. До 1994 года все детские сады являлись ведомственными и в большинстве своём входили в систему детских дошкольных учреждений Кирово-Чепецкого химического комбината, а в настоящий момент составляют часть единой муниципальной системы образования.

### Детский сад № 1
Муниципальное бюджетное дошкольное образовательное учреждение Детский сад № 1 города Кирово-Чепецка Кировской области
Адрес: город Кирово-Чепецк, улица Володарского, дом 4
Особенности детсада:
 — детсад для детей с нарушениями речи;
 — наличие изобразительной студии;
 — наличие экологического музея.
История детсада:
2006 год — присвоен статус центра развития ребёнка.

### Детский сад № 2
Муниципальное бюджетное дошкольное образовательное учреждение Детский сад № 2 города Кирово-Чепецка Кировской области
Адрес: город Кирово-Чепецк, улица Красноармейская, дом 9а
Особенности детсада:
 — приоритет художественно-эстетического развития детей.
История детсада:
1961 год — открытие детсада.

### Детский сад № 3
Муниципальное бюджетное дошкольное образовательное учреждение Детский сад № 3 города Кирово-Чепецка Кировской области
Адрес: город Кирово-Чепецк, улица Ленина, дом 2/3
Особенности детсада:
 — созданы условия для развития детей с нарушением интеллектуального развития.
История детсада:
1981 год — открытие детсада.

### Детский сад № 4
Муниципальное бюджетное дошкольное образовательное учреждение Детский сад № 4 города Кирово-Чепецка Кировской области
Адрес: город Кирово-Чепецк, улица Рудницкого, дом 41
Особенности детсада:
 — приоритет художественно-эстетического развития детей;
 — наличие клуба «Шахматное королевство».
История детсада:
1963 год — открытие детсада.

### Детский сад № 5
Муниципальное бюджетное дошкольное образовательное учреждение Детский сад № 5 города Кирово-Чепецка Кировской области
Адрес: город Кирово-Чепецк, проспект Мира, дом 53б
Особенности детсада:
 — приоритет физического развития и оздоровления детей.
История детсада:
1963 год — открытие детсада.

### Детский сад № 6
Муниципальное бюджетное дошкольное образовательное учреждение Детский сад № 6 города Кирово-Чепецка Кировской области
Адрес: город Кирово-Чепецк, улица Ленина, дом 68
Особенности детсада:
 — приоритетное осуществление квалифицированной коррекции нарушения зрения у детей.
История детсада:
1964 год — открытие детсада;
1979 год — начало работы в детсаде кабинета охраны зрения;
1984 год — получение статуса детсада компенсирующего вида для детей с приоритетным осуществлением квалифицированной коррекции нарушения зрения.

### Детский сад № 7
Муниципальное бюджетное дошкольное образовательное учреждение Детский сад № 7 города Кирово-Чепецка Кировской области
Адрес: город Кирово-Чепецк, улица Сосновая, дом 5а (корпус 1) и дом 5б (корпус 2)
Особенности детсада:
 — наличие лечебного корпуса, оснащённого физиоаппаратурой для электросветолечения, кислородолечения, ингаляций, электросна, озокеритолечения, кабинетом массажа;
 — наличие группы кратковременного пребывания детей;
 — наличие бассейна (в корпусе 2).
История детсада:
2002 год — открытие детсада;
2008 год — получение статуса детсада комбинированного вида;
2017 год — присоединение Детского сада № 23, открытого в 1987 году (ныне корпус 2).

### Детский сад № 8
Муниципальное бюджетное дошкольное образовательное учреждение Детский сад № 8 города Кирово-Чепецка Кировской области
Адрес: город Кирово-Чепецк, проспект России, дом 27/1
Особенности детсада:
 — создан детский хореографический танцевальный коллектив «Улыбка»;
 — оказываются платные дополнительные образовательные услуги — хореография.

### Детский сад № 9
Муниципальное бюджетное дошкольное образовательное учреждение Детский сад № 9 города Кирово-Чепецка Кировской области
Адрес: город Кирово-Чепецк, переулок Родыгина, дом 6
Особенности детсада:
 — приоритет художественно-эстетического развития детей;
 — наличие кабинета логопеда;
 — наличие музея русского народного быта.
История детсада:
1966 год — открытие детсада.

### Детский сад № 10
Муниципальное бюджетное дошкольное образовательное учреждение Детский сад № 10 города Кирово-Чепецка Кировской области
Адрес: город Кирово-Чепецк, улица Дзержинского, дом 2а
Особенности детсада:
 — в октябре 2015 года завершена реконструкция здания, его оснащение современным оборудованием.

### Детский сад № 11
Муниципальное бюджетное дошкольное образовательное учреждение Детский сад № 11 города Кирово-Чепецка Кировской области
Адрес: город Кирово-Чепецк, улица Азина, дом 9
Особенности детсада:
 — наличие кабинетов учителей-логопедов и логопедический пункт.
История детсада:
1996 год — открыт детсад для детей с нарушением речи;
2002 год — присвоен статус Центра развития ребёнка детского сада с осуществлением физического и психического развития, коррекции и оздоровления всех воспитанников.

### Детский сад № 13
Муниципальное бюджетное дошкольное образовательное учреждение Детский сад № 13 города Кирово-Чепецка Кировской области
Адрес: город Кирово-Чепецк, улица Вятская набережная, дом 7а
Особенности детсада:
 — приоритет художественно-эстетического развития детей;
История детсада:
1975 год — открытие детсада.

### Детский сад № 14
Муниципальное бюджетное дошкольное образовательное учреждение Детский сад № 14 города Кирово-Чепецка Кировской области
Адрес: город Кирово-Чепецк, улица Сосновая, дом 4а
Особенности детсада:
 — приоритет художественно-эстетического развития детей;
 — наличие бассейна.
История детсада:
1976 год — открытие детсада.

### Детский сад № 15
Муниципальное бюджетное дошкольное образовательное учреждение Детский сад № 15 города Кирово-Чепецка Кировской области
Адрес: город Кирово-Чепецк, улица Революции, дом 10/2
Особенности детсада:
 — приоритет экологического образования детей.
История детсада:
1986 год — открытие детсада.

### Детский сад № 17
Муниципальное бюджетное дошкольное образовательное учреждение Детский сад № 17 города Кирово-Чепецка Кировской области
Адрес: город Кирово-Чепецк, улица Алексея Некрасова, дом 23/2
Особенности детсада:
 — наличие логопедической группы для детей с тяжелыми нарушениями речи;
 — наличие группы социальной адаптации детей раннего возраста с кратковременным пребыванием;
 — наличие бассейна.
История детсада:
1980 год — открытие детсада;
2001 год — открытие групп для детей с нарушениями речи и социальной адаптации детей.

### Детский сад № 18
Муниципальное бюджетное дошкольное образовательное учреждение Детский сад № 18 города Кирово-Чепецка Кировской области
Адрес: город Кирово-Чепецк, улица Горького, дом 12а
Особенности детсада:
 — детсад для детей в возрасте с 1,5 до 3 лет;
 — выпускается газета для родителей «Первые шаги».
История детсада:
1958 год — открытие детсада.

### Детский сад № 19
Муниципальное бюджетное дошкольное образовательное учреждение Детский сад № 19 города Кирово-Чепецка Кировской области
Адрес: город Кирово-Чепецк, улица Алексея Некрасова, дом 33/2
Особенности детсада:
 — приоритет экологического образования детей;
 — наличие экологического музея, экологических тропинок, цветников, уголков сада и леса;
 — наличие фитобара.
История детсада:
1982 год — открытие детсада.

### Детский сад № 20
Муниципальное бюджетное дошкольное образовательное учреждение Детский сад № 20 города Кирово-Чепецка Кировской области
Адрес: город Кирово-Чепецк, улица Ленина, дом 6/4
Особенности детсада:
 — наличие компенсирующей группы детей с общим недоразвитием речи и логопедического пункта.
История детсада:
1983 год — открытие детсада;
2004 год — получение статуса детсада комбинированного вида.

### Детский сад № 22
Муниципальное бюджетное дошкольное образовательное учреждение Детский сад № 22 города Кирово-Чепецка Кировской области
Адрес: город Кирово-Чепецк, проспект Мира, дом 65/2
Особенности детсада:
 — приоритет художественно-эстетического развития детей.
История детсада:
1986 год — открытие детсада.

### Детский сад № 24
Муниципальное бюджетное дошкольное образовательное учреждение Детский сад № 24 города Кирово-Чепецка Кировской области
Адрес: город Кирово-Чепецк, улица Калинина, дом 16а
Особенности детсада:
 — приоритет художественно-эстетического развития детей.
История детсада:
1952 год — открытие детсада.

### Детский сад № 26
Муниципальное бюджетное дошкольное образовательное учреждение Детский сад № 26 города Кирово-Чепецка Кировской области
Адрес: город Кирово-Чепецк, улица Маяковского, дом 5
Особенности детсада:
 — приоритет художественно-эстетического развития детей.
История детсада:
1989 год — открытие детсада.

### Детский сад «Надежда»
Муниципальное автономное дошкольное образовательное учреждение Детский сад «Надежда» города Кирово-Чепецка Кировской области
Адрес: город Кирово-Чепецк, улица Юбилейная, дом 3
Особенности детсада:
 — осуществление коррекции детей с задержкой психического развития (пограничной формы интеллектуальной недостаточности, личностной незрелости, негрубого нарушения познавательной сферы, синдрома временного отставания психики в целом или отдельных её функций — моторных, сенсорных, речевых, эмоциональных, волевых);
 — 12-часовое пребывание детей.
История детсада:
1989 год — открытие детсада.
2001 год — получение статуса детсада компенсирующего вида для детей приоритетным осуществлением деятельности по квалифицированной коррекции недостатков в физическом и психическом развитии детей с ограниченными возможностями здоровья.

## Заслуженные работники образования города

### Народный учитель СССР
1979 — Субботина Зинаида Алексеевна, учитель школы № 8.

### Заслуженный учитель школы РСФСР
1966 — Ермолин Геннадий Михайлович, директор восьмилетней школы № 3;
1966 — Лопатина Инна Николаевна, учитель школы № 8;
1967 — Ерёмин Николай Михайлович, директор Кирово-Чепецкой санаторной школы-интерната;
1968 — Лазарева Ольга Константиновна, учитель начальных классов школы № 8;
1969 — Субботина Зинаида Алексеевна, учитель школы № 8;
1970 — Мясникова Галина Васильевна, директор школы № 8;
1974 — Кирчанов Анатолий Васильевич, заведующий отделом народного образования исполкома Кирово-Чепецкого городского Совета депутатов трудящихся;
1984 — Ковальногова Анна Ивановна, учитель школы № 4;
1984 — Краев Михаил Архипович, преподаватель спецдисциплин СПТУ № 6.

### Заслуженный учитель школы РФ
1992 — Колодкина Таисия Георгиевна, учитель школы № 3;
1993 — Бессонова Анна Александровна, заместитель директора по учебно-воспитательной работе школы № 3.

### Заслуженный учитель Российской Федерации
1998 — Макаров Евгений Федотович, директор гимназии;
2001 — Вотинцева Людмила Фёдоровна, учитель гимназии № 1;
2002 — Жуйкова Валентина Викентьевна, директор школы № 11;
2002 — Лебедева Лидия Ивановна, заместитель директора гимназии № 1;
2002 — Мурашова Антонина Дмитриевна, заместитель директора школы № 2;
2002 — Потехин Владимир Алексеевич, директор Кирово-Чепецкой санаторной школы-интерната;
2003 — Жуйкова Татьяна Михайловна, учитель школы № 6;
2003 — Князева Зинаида Михайловна, заместитель директора гимназии № 2;
2003 — Макарова Нина Семёновна, учитель школы № 2;
2003 — Салтанов Владимир Ильич, директор профессионального лицея № 14;
2004 — Бессолицына Раиса Васильевна, заместитель директора гимназии № 1;
2004 — Горяной Виктор Семёнович, учитель школы № 10;
2004 — Кайсина Галина Ивановна, учитель школы микрорайона Каринторф;
2006 — Суворов Анатолий Андреевич, директор лицея;
2006 — Швецова Галина Николаевна, директор школы № 6;
2007 — Бояринцева Елена Леонидовна, учитель школы им. А. Некрасова;
2007 — Горбунов Анатолий Александрович, начальник управления образования администрации города Кирово-Чепецка;
2007 — Филимонов Аркадий Геннадьевич, директор межшкольного учебного комбината;
2008 — Безденежных Алевтина Алексеевна, директор специальной (коррекционной) школы VIII вида;
2008 — Фоминых Людмила Михайловна, учитель школы № 12;
2010 — Мамаева Людмила Викторовна, преподаватель Вятского автомобильно-промышленного колледжа;
2011 — Попыванова Елена Владимировна, учитель гимназии № 2;
2011 — Тетерина Ольга Афанасьевна, учитель гимназии № 1;
2012 — Клюкина Светлана Александровна, учитель школы № 12;
2014 — Быкова Марина Николаевна, учитель лицея.

### Заслуженный работник культуры РСФСР
1987 — Бабко Владимир Иванович, директор детской музыкальной школы.

### Заслуженный работник физической культуры РФ
2007 — Жилин Сергей Викторович, директор фонда «Спортивный клуб единоборств „Строитель“».

### Заслуженный тренерРСФСР
1972 — Родыгин Иван Петрович, тренер по биатлону СК «Олимпия»;
1983 — Изергин Владимир Сергеевич, старший тренер-преподаватель отделения конькобежного спорта ДЮСШОР «Олимпия»;
1990 — Анисимова Людмила Фёдоровна, тренер-преподаватель отделения плавания СДЮСШОР.

### Заслуженный тренерРоссии
1993 — Вертунов Павел Тихонович, тренер отделения греко-римской борьбы СДЮСШОР;
2001 — Шамаров Владимир Фёдорович, главный тренер-преподаватель по хоккею;
2003 — Козлова Наталья Алексеевна, тренер-преподаватель отделения плавания СДЮСШОР.